# فالرومانيس
بلدية بالرومانيس (بالكاتالانية: Vallromanes) هي إحدى بلديات مقاطعة برشلونة، والتي تقع في منطقة كاتالونيا، شرق إسبانيا.
يبلغ عدد سكانها 2.204 نسمة وفقاً لإحصائية سنة (2007).